# Sibuyan-tenger
A Sibuyan-tenger egy kis tenger a Fülöp-szigetek között. Határolt szigetei: délre Palawan, nyugatra Mindoro, keletre Masbate, északra és délre Marinduque. Gyakorlatilag a Csendes-óceán részét képezi.
Legnagyobb mélységét, területét, víztömegét nem ismerjük.
1944. október 24-én itt vívták a Sibuyan-tengeri csatát az amerikaiak és a japánok, ahol a japán Muszasi hadihajó elsüllyedt.

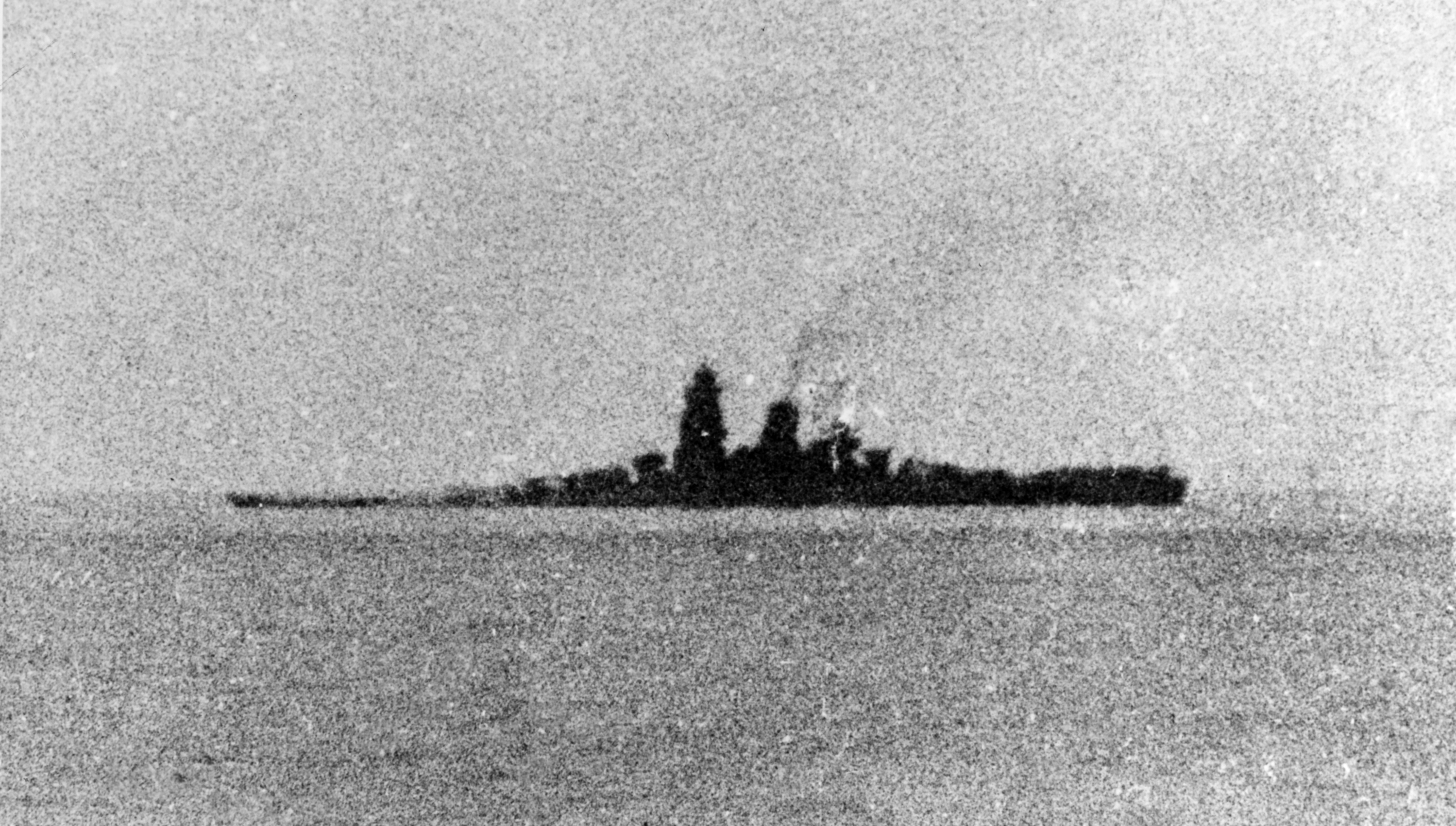
A Muszasi japán hadihajó